# Хогманај
Хогманај (енг. Hogmanay) је шкотска реч за последњи дан старе године и синоним је за прославу Нове године на шкотски начин. Обично га прати даља прослава ујутру на Нову годину (1. јануара) и, у неким случајевима, 2. јануара, када је нерадни дан. У неколико контекста, реч Хогманај се шире користи да опише цео период који се састоји од последњих неколико дана старе и првих неколико дана нове године. На пример, сви догађаји који се одржавају под заставом Хогманаја у Единбургу не одржавају се 31. децембра.
Порекло Хогманаја је нејасно, али може бити изведено из нордијских и галских обележавања зимске краткодневнице. Обичаји се разликују широм Шкотске и обично укључују давање поклона и посете домовима пријатеља и комшија, са посебном пажњом која се поклања првом ногом, првом госту у новој години.

## Етимологија
Етимологија речи је нејасна. Најранија предложена етимологија речи потиче из дела Scotch Presbyterian Eloquenc из 1693. године, у којој се сматрало да је израз искривљен од претпостављеног стгрч. ἁγία μήνη(hagíā mḗnē) и да је ово значило „свети месец“. Три главне модерне теорије изводе га из француског, нордијског или галског корена.
Реч је први пут забележена у латинском запису 1443. године у западном Рајдингу Јоркшира као hagnonayse. Прво спомињање саме речи на шкотском језику било је 1604. у записима Елгина, као hagmonay. Каснији правописи из 17. века укључују варијанте Hagmena (1677), Hogmynae night (1681), Hagmane (1693) у наводу у Scotch Presbyterian Eloquence.
Иако је Hogmanay тренутно доминантан правопис и изговор, забележено је неколико варијанти правописа и изговора, укључујући:
- Hoghmanay[4]
- Hagman(a)e[5]
- Hagmonay[5]
- Hagmonick[4]
- Hanginay (Roxburghshire)[4]
- Hangmanay[5]
- Hogernoany (Shetland)[4]
- Hogminay/Hogmenay/Hogmynae[4]
- Hoguemennay[4]
- Huggeranohni (Shetland)[4]
- Hu(i)gmanay[5]

 
Термин је можда уведен преко француског језика. Најчешће цитирано објашњење је изведено од севернофранцуске дијалекатске речи hoguinané, или варијанте као што је hoginane, hoginono и hoguinettes, који потичу од средњофранцуског aguillanneuf из 16. века а значи или поклон за Нову годину, дечји плач за таквим поклоном или саму Нову годину. Оксфордски речник енглеског језика преноси ову теорију, рекавши да је термин позајмљен од aguillanneuf, средњовековног француски поклич који се користио за дочек Нове године који се састојао од непознатог првог елемента плус l'an neuf („нова година“).
Друга теорија сугерише да је реч можда дошла из гојделских језика. Фрејзер и Кели извештавају о новогодишњој песми са Манкса која почиње стихом To-night is New Year's Night, Hogunnaa, али нису забележили цео текст на Манксу. Сам Кели користи правопис Og-u-naa... Tro-la-la Og-u-naa... Tro-la-la док други извори ово анализирају као hog-un-naa и дају модерном манском облику као Hob dy naa. Мански речници ипак наводе Hop-tu-Naa и преводе га као „Ноћ вештица“, исто као и многе фолклорне збирке специфичних за Манкс.
Други аутори одбацују и француску и гојделску теорију и уместо тога сугеришу да крајњи извор за норманске француске, шкотске и гојделске варијанте ове речи имају заједнички нордијски корен.

## Порекло
Нагађа се да корени Хогманаја могу да сежу до прославе зимског краткодневнице међу Нордијцима, као и да укључују обичаје из галске прославе Самхаин. Викинзи су славили Божић, који је касније допринео дванаест дана Божића, или „Данима глупости“ како су их понекад називали у Шкотској. Божић се није славио као фестивал, а Хогманај је био традиционална прослава у Шкотској. Ово је можда био резултат протестантске реформације након које се Божић сматрао „превише папистичким“.
Хогманај се такође славио на крајњем северу Енглеске, све до и укључујући Ричмонд у Северном Јоркширу.

## Обичаји
Постоји много обичаја, како националних тако и локалних, повезаних са Хогманајем. Најраспрострањенији национални обичај је пракса first-footing, која почиње одмах после поноћи. Ово подразумева да будете прва особа која је прешла праг пријатеља или комшије и често укључује давање симболичних поклона као што су со (данас мање уобичајена), угаљ, пециво, виски и воћни колач, који, по веровању, доноси различите врсте среће домаћину. Храна и пиће (као поклони) се затим служе гостима. Ово може трајати до раних јутарњих часова и до следећег дана (иако се у савременом добу људи иду у госте све до средине јануара). Прва стопа би требало да одреди срећу за остатак године. Традиционално, високи, тамнокоси мушкарци се преферирају као први.
Већина Шкота слави Нову годину посебном вечером, уобичајено са традиционалном питом од меса.

### Месни обичаји
Пример локалног Хогманаи обичаја је махањем ватрене лопте који се дешава у Стоунхејвену, Абердиншир, на североистоку Шкотске. Ово укључује локално становништво које прави „лоптице“ од жице напуњене старим новинама, штаповима, крпама и другим сувим запаљивим материјалом пречника до 2 ft (0,61 m), сваки причвршћен за око 3 ft (0,91 m) од жице, ланца или незапаљивог ужета. Док звоно Старе градске куће означава обележавања нове године, лопте се пале, а људи се крећу по одређеној рути док витлају запаљеним лоптама током руте.
На крају церемоније, ватрене кугле које још увек горе бацају се у луку. Многи људи уживају у овом приказу, а велики број људи се окупља да види догађај.
У Фокланду у Фајфу, локални мушкарци су марширали у поворци са бакљама до врха Ломонд Хилса како се ближила поноћ.
Пекари у Сент Ендрузу су пекли посебне колаче за су прославу (познату као „Дан торте“) и делили их локалној деци.
Институције су такође имале своје традиције. На пример, међу шкотским војним јединицама, официри су чекали људе на посебним вечерама, док се на звонима Стара година испраћала из капије касарне. Стражар тада вербално изазива нову стражу испред капије: - Ко иде тамо? Одговор је - Нова година, све је у реду.
Стари обичај у Горју је да се Хогманај слави саинингом (шкотски за 'заштиту, благослов') домаћинства и стоке. Рано ујутру на Нову годину, укућани пију, а затим прскају „чаробну воду“ из „мртвог и живог брода“ по кући. Након прскања водом по свакој просторији, по креветима и свим људима, кућа се чврсто запечати, а гране клеке запале и разносе по кући и по кући. Дозвољено је да се дим клеке прошири по просторијама све док не изазове кијање и кашаљ међу становницима. Затим се сва врата и прозори широм отварају да уђу хладан, свеж ваздух нове године. Жена у кући тада даје „ресторативе“ из боце вискија, а чланови домаћинства седају за новогодишњи доручак.
Хогманајски обичај певања „Auld Lang Syne"“ постао је уобичајен у многим земљама. То је шкотска песма Роберта Бернса, заснована на традиционалним и другим ранијим изворима. Уобичајено је да се ово пева у кругу повезаних руку прекрштених једна преко друге док сат откуцава поноћ за Нову годину.

## Главне прославе
Као и у већем делу света, највећи шкотски градови – Глазгов, Единбург и Абердин – одржавају целе ноћи прославе, као и Стирлинг и Инвернес. Прославе Хогманаја у Единбургу су међу највећим на свету. Прославе у Единбургу из 1996–97. је Гинисова књига рекорда препознала као највећу светску новогодишњу забаву, са око 400.000 присутних људи. Максималан број је тада био ограничени из безбедносних разлога.
Многе прославе су отказане 2020–21. и 2021–22. због пандемије ковида 19 у Шкотској.

## Handsel Day
Историјски гледано, поклони су давани у Шкотској првог понедељка у Новој години. За прославу празника јела би се печена вечера. Handsel је била реч за поклон и отуда Handsel Day. У савременој Шкотској ова пракса је замрла.
Период свечаности које трају од Божића до Хандсел понедељка познат је као Дафт Дејс (ен. Daft Days).
 